# ورزشگاه دانشکده نظامی قاهره
ورزشگاه دانشکدهٔ نظامی قاهره (به عربی: ملعب الکلیة الحربیة) یک ورزشگاه فوتبال در مصر است که در استان قاهره واقع شده‌است.